# Praça da Bandeira (Aracaju)
A Praça da Bandeira é um logradouro do tipo praça, localizada na cidade de Aracaju no estado de Sergipe. A praça abriga o Museu do Memorial da Bandeira, inaugurado em 2004.

## Memorial da Bandeira
Conhecida pela vasta arborização e por reservar parte da história de Aracaju, a Praça da Bandeira também conta com o Memorial da Bandeira. Inaugurado em 02 de julho de 2004 com a finalidade de resgatar os símbolos cívicos e ao mesmo tempo fazer uma homenagem à praça que leva o nome do maior símbolo nacional, o memorial faz parte do Projeto Museu de Rua da Prefeitura de Aracaju e é administrado pela Fundação Municipal de Cultura, Turismo e Esportes (Funcaju).
O acervo do memorial dispõe de bandeiras do Brasil colônia, Brasil império e Brasil república; selos nacional, da cidade de Aracaju e de Sergipe; brasões de armas nacional e da cidade de Aracaju; letras do Hino Nacional e do Hino à Bandeira, além de uma panóplia (conjunto de bandeiras em miniatura) de todos os Estados brasileiros. No entanto, o que chama mais atenção é uma maquete de 2×1,5 metros feita pelo maquetista Antonio Soares, que reproduz o mapa de Sergipe e as réplicas das igrejas dos 75 municípios sergipanos, onde ao lado de cada uma está uma bandeira municipal. A maquete tem placas informativas sobre os municípios, também em braile, permitindo aos deficientes visuais acesso às informações. Além disso, ao apertar o botão correspondente a uma determinada cidade, uma pequena lâmpada acende junto à réplica da igreja correspondente.